# Ashley Davenport
Ashley T. Davenport (30 novembre 1976) è un'ex sciatrice alpina statunitense.

## Biografia
Specialista delle prove veloci originaria di Manchester-by-the-Sea, la Davenport debuttò in campo internazionale ai Mondiali juniores di Lake Placid 1994; in Nor-Am Cup conquistò l'ultima vittoria il 9 dicembre 1995 a Lake Louise in supergigante e l'ultimo podio il 2 gennaio 1996 a Sugarloaf nella medesima specialità (3ª), mentre in Coppa del Mondo esordì il 13 gennaio 1996 a Garmisch-Partenkirchen sempre in supergigante, senza completare la prova, ottenne il miglior piazzamento il 7 marzo successivo a Kvitfjell nella medesima specialità (24ª) e prese per l'ultima volta il via il 7 marzo 1997 a Mammoth Mountain ancora in supergigante (39ª). Si ritirò durante la stagione 1997-1998 e la sua ultima gara fu uno slalom speciale universitario disputato il 28 febbraio a Middlebury; non prese parte a rassegne olimpiche o iridate.

## Palmarès

### Coppa Europa
- 1 podio (dati dalla stagione 1994-1995):
  - 1 terzo posto

### Nor-Am Cup
- Vincitrice della classifica di supergigante nel 1996[senza fonte]
- 5 podi (dati dalla stagione 1994-1995):
  - 1 vittoria
  - 2 secondi posti
  - 2 terzi posti

#### Nor-Am Cup - vittorie
| Data            | Località    | Paese  | Specialità |
| --------------- | ----------- | ------ | ---------- |
| 9 dicembre 1995 | Lake Louise | Canada | SG         |

Legenda:

SG = supergigante